# Lista över arbetslivsmuseer i Skåne län
Här följer en förteckning över arbetslivsmuseer i Skåne län.

## Skåne län
| Namn                                                                  | Typ av museum             | Kommun, ort                | Adress Koordinat                                                                                                   | ID-nr | Bild                                                                                        |
| --------------------------------------------------------------------- | ------------------------- | -------------------------- | --- | ----- | ------------------------------------------------------------------------------------------- |
| Agardhs Lanthandelsmuseum                                             |                           | Höganäs, Nyhamnsläge       | Bränneslyckevägen 6 56.26045, 12.57278                                                                             | 4593  | Ladda upp en till bild av detta arbetslivsmuseum                                            |
| Trelleborgs Frisörmuseum                                              |                           | Trelleborg, Trelleborg     | Östergatan 1 55.3737, 13.16015                                                                                     | 4580  | Ladda upp en bild av detta arbetslivsmuseum                                                 |
| Brandkårsmuseet                                                       |                           | Helsingborg, Helsingborg   | Östra sandgatan 5 56.03409, 12.70984                                                                               | 1759  | Ladda upp en till bild av detta arbetslivsmuseum                                            |
| Blåherremölla kvarn                                                   |                           | Kristianstad, Degeberga    | Från väg 19 (Ystadsvägen) mot Maglehem Följ skylt mot Blåherremölla 55.76327, 14.15667                             | 1758  | Se fler bilder av detta arbetslivsmuseum · Ladda upp en till bild av detta arbetslivsmuseum |
| Bjärnums museum                                                       |                           | Hässleholm, Bjärnum        | Parkgatan 56.28783, 13.71708                                                                                       | 1757  | Ladda upp en bild av detta arbetslivsmuseum                                                 |
| Bjuvs gruvmuseum                                                      |                           | Bjuv, Bjuv                 | Schakt III, Ågatan 56.08832, 12.92018                                                                              | 1756  | Ladda upp en till bild av detta arbetslivsmuseum                                            |
| Bjersunds tegelbruksmuseum                                            |                           | Lomma, Bjärred             | Södra Västkustvägen 55.71023, 13.02823                                                                             | 1755  | Ladda upp en till bild av detta arbetslivsmuseum                                            |
| Beredskapsmuseet                                                      |                           | Helsingborg, Viken         | Djuramossavägen 56.12883, 12.64005                                                                                 | 1754  | Se fler bilder av detta arbetslivsmuseum · Ladda upp en till bild av detta arbetslivsmuseum |
| Järnvägens museum Ängelholm                                           |                           | Ängelholm, Ängelholm       | Banskolevägen 11 56.24402, 12.85528                                                                                | 1753  | Se fler bilder av detta arbetslivsmuseum · Ladda upp en till bild av detta arbetslivsmuseum |
| Ausås mölla                                                           |                           | Ängelholm, Ängelholm       | Möllebacken i Ausås 56.17088, 12.8867                                                                              | 1752  | Ladda upp en till bild av detta arbetslivsmuseum                                            |
| Arbetarrörelsens arkiv i Landskrona                                   |                           | Landskrona, Landskrona     | Eriksgatan 66 55.8738, 12.83108                                                                                    | 1751  | Ladda upp en till bild av detta arbetslivsmuseum                                            |
| Andreas Lundbergagården                                               |                           | Vellinge, Falsterbo        | Östergatan 10 55.39287, 12.8369                                                                                    | 1750  | Se fler bilder av detta arbetslivsmuseum · Ladda upp en till bild av detta arbetslivsmuseum |
| Elfstrands krukmakeri                                                 |                           | Sjöbo, Sjöbo               | Valsgatan 1 55.63483, 13.7214                                                                                      | 1768  | Ladda upp en till bild av detta arbetslivsmuseum                                            |
| Nostalgimuseum                                                        |                           | Tomelilla, Tomelilla       | Tryde 1739 55.56132, 13.94062                                                                                      | 4900  | Ladda upp en bild av detta arbetslivsmuseum                                                 |
| D. Lundqvist Mechaniska Snickeri-Werkstad                             |                           | Höör, Hallaröd             | Ageröd 109 55.94077, 13.40615                                                                                      | 4905  | Ladda upp en bild av detta arbetslivsmuseum                                                 |
| Brukshusen                                                            |                           | Bromölla, Bromölla         | Bruksgatan 15,17,19 56.0744, 14.47153                                                                              | 1762  | Ladda upp en bild av detta arbetslivsmuseum                                                 |
| Centrum för arbetarhistoria                                           |                           | Landskrona, Landskrona     | Skolallén 1 55.87385, 12.8311                                                                                      | 1763  | Ladda upp en till bild av detta arbetslivsmuseum                                            |
| Brandkårsmuseet                                                       |                           | Svalöv, Svalöv             | Odlaregatan, Svalöv (Gamla 9:an). 55.90993, 13.10795                                                               | 1760  | Ladda upp en till bild av detta arbetslivsmuseum                                            |
| Lekoseum                                                              | Leksaksmuseum             | Osby, Osby                 | Briogatan 2 56.3794, 13.99335                                                                                      | 1761  | Ladda upp en till bild av detta arbetslivsmuseum                                            |
| Ebbas hus                                                             |                           | Malmö, Malmö               | Snapperupsgatan 10 55.60548, 13.00563                                                                              | 1767  | Se fler bilder av detta arbetslivsmuseum · Ladda upp en till bild av detta arbetslivsmuseum |
| Charlotte Berlins museum                                              |                           | Ystad, Ystad               | Dammgatan 23 55.4288, 13.82377                                                                                     | 1764  | Ladda upp en till bild av detta arbetslivsmuseum                                            |
| Djurröds skolmuseum                                                   |                           | Kristianstad, Kristianstad | Djurröds byväg 110 55.99583, 13.88627                                                                              | 1765  | Ladda upp en bild av detta arbetslivsmuseum                                                 |
| Garverimuseum                                                         |                           | Simrishamn, Simrishamn     | Strömmens strädde 55.55635, 14.35103                                                                               | 1781  | Ladda upp en till bild av detta arbetslivsmuseum                                            |
| Motorfabriken Göta                                                    | Motormuseum               | Osby, Osby                 | Nya Hallarydsvägen 56.38928, 13.98415                                                                              | 1787  | Ladda upp en till bild av detta arbetslivsmuseum                                            |
| Borgquistska hattmuseet                                               |                           | Trelleborg, Trelleborg     | Algatan 35 55.37445, 13.15373                                                                                      | 4283  | Ladda upp en till bild av detta arbetslivsmuseum                                            |
| Killebergs kettingfabrik                                              |                           | Osby, Killeberg            | Storgatan 45 56.47468, 14.0939                                                                                     | 2731  | Ladda upp en till bild av detta arbetslivsmuseum                                            |
| Sliperiet Gylsboda                                                    |                           | Osby, Lönsboda             | Gylsboda 2423 56.36695, 14.34962                                                                                   | 4882  | Ladda upp en bild av detta arbetslivsmuseum                                                 |
| T/S Sarpen                                                            |                           | Simrishamn, Simrishamn     | T/S Sarpen Simrishamns scoutkår Grånemadsvägen 24 55.4748, 14.28715                                                | 4426  | Se fler bilder av detta arbetslivsmuseum · Ladda upp en till bild av detta arbetslivsmuseum |
| Kullens fyr                                                           |                           | Höganäs, Kullens fyr       | 56.30148, 12.45683                                                                                                 | 1814  | Se fler bilder av detta arbetslivsmuseum · Ladda upp en till bild av detta arbetslivsmuseum |
| Kulturens Östarp                                                      |                           | Lund, Lund                 | Gamlegården 55.60577, 13.56298                                                                                     | 1815  | Se fler bilder av detta arbetslivsmuseum · Ladda upp en till bild av detta arbetslivsmuseum |
| Kvinnokraftsmuseum                                                    |                           | Bromölla, Bromölla         | Tiansgården, Tiansvägen 16 56.06933, 14.47775                                                                      | 1816  | Ladda upp en bild av detta arbetslivsmuseum                                                 |
| Bengtemölla                                                           |                           | Tomelilla, Brösarp         | Bengtemöllevägen 55.7279, 14.11995                                                                                 | 4657  | Ladda upp en till bild av detta arbetslivsmuseum                                            |
| Lantbruksmuseet                                                       |                           | Simrishamn, Hammenhög      | Ystadsvägen i Hammenhög 55.50103, 14.14828                                                                         | 1817  | Ladda upp en till bild av detta arbetslivsmuseum                                            |
| Kapten Brincks kajuta                                                 |                           | Trelleborg, Smygehamn      | Kustvägen 55.33808, 13.354                                                                                         | 1810  | Ladda upp en till bild av detta arbetslivsmuseum                                            |
| Klöva mölla                                                           |                           | Svalöv, Kågeröd            | 56.07283, 13.12198                                                                                                 | 1811  | Ladda upp en till bild av detta arbetslivsmuseum                                            |
| Kopparsmedjan i Häglinge                                              |                           | Hässleholm, Häglinge       | 55.99097, 13.70778                                                                                                 | 1812  | Ladda upp en bild av detta arbetslivsmuseum                                                 |
| Kronetorps mölla                                                      |                           | Burlöv, Arlöv              | Dalbyvägen 63 55.63197, 13.091                                                                                     | 1813  | Se fler bilder av detta arbetslivsmuseum · Ladda upp en till bild av detta arbetslivsmuseum |
| Alnarpsmuseerna                                                       |                           | Lomma, Alnarp              | Alnarp 55.65805, 13.07895                                                                                          | 1819  | Ladda upp en till bild av detta arbetslivsmuseum                                            |
| Folkestorps Bränneri i Olseröd                                        |                           | Kristianstad, Folkestorp   | Folkestorp 55.78853, 14.15228                                                                                      | 1775  | Se fler bilder av detta arbetslivsmuseum · Ladda upp en till bild av detta arbetslivsmuseum |
| Flackarps mölla                                                       |                           | Staffanstorp, Staffanstorp | 55.6811, 13.16695                                                                                                  | 1774  | Se fler bilder av detta arbetslivsmuseum · Ladda upp en till bild av detta arbetslivsmuseum |
| Ystads Frivillige bärgningscorps museum                               |                           | Ystad, Ystad               | Tvättorget 1 55.4303, 13.82022                                                                                     | 1777  | Ladda upp en till bild av detta arbetslivsmuseum                                            |
| Fotomuseet i Osby                                                     |                           | Osby, Osby                 | Esplanadgatan 5 56.37982, 13.99682                                                                                 | 1776  | Ladda upp en bild av detta arbetslivsmuseum                                                 |
| Falsterbo museum                                                      |                           | Vellinge, Falsterbo        | Sjögatan 55.38865, 12.83568                                                                                        | 1771  | Ladda upp en till bild av detta arbetslivsmuseum                                            |
| Falsterbo fyr                                                         |                           | Vellinge, Falsterbo        | 55.38328, 12.8163                                                                                                  | 1770  | Se fler bilder av detta arbetslivsmuseum · Ladda upp en till bild av detta arbetslivsmuseum |
| Fiskehoddorna                                                         |                           | Malmö, Malmö               | Banerskajen 55.60527, 12.98352                                                                                     | 1773  | Ladda upp en till bild av detta arbetslivsmuseum                                            |
| Filmmuseet                                                            |                           | Kristianstad, Kristianstad | Ö storgatan 53 56.03003, 14.15673                                                                                  | 1772  | Ladda upp en bild av detta arbetslivsmuseum                                                 |
| Gamlegård i Billinge                                                  |                           | Eslöv, Billinge            | Gunnarödsvägen 1 55.96193, 13.33365                                                                                | 1779  | Ladda upp en till bild av detta arbetslivsmuseum                                            |
| Föreningen Veteranjärnvägen                                           |                           | Klippan, Klippan           | Lilla Kloster 56.1302, 13.12792                                                                                    | 1778  | Ladda upp en till bild av detta arbetslivsmuseum                                            |
| Silversmedjan                                                         |                           | Kristianstad, Kristianstad | 56.02383, 14.1576                                                                                                  | 4290  | Se fler bilder av detta arbetslivsmuseum · Ladda upp en till bild av detta arbetslivsmuseum |
| Autoseum – Österlens motor- och teknikmuseum                          |                           | Simrishamn, Simrishamn     | Fabriksgatan 10, Simrishamn 55.54882, 14.3423                                                                      | 2214  | Se fler bilder av detta arbetslivsmuseum · Ladda upp en till bild av detta arbetslivsmuseum |
| Johannamuseet                                                         |                           | Skurup, Skurup             | Sandåkra 6 55.49972, 13.52194                                                                                      | 1807  | Se fler bilder av detta arbetslivsmuseum · Ladda upp en till bild av detta arbetslivsmuseum |
| Knislinge hembygdsförenings industrimuseum                            |                           | Östra Göinge, Knislinge    | 56.19182, 14.0845                                                                                                  | 1806  | Ladda upp en bild av detta arbetslivsmuseum                                                 |
| Industrimuseet i Stockamöllan                                         |                           | Eslöv, Stockamölla         | 55.94657, 13.37477                                                                                                 | 1805  | Ladda upp en till bild av detta arbetslivsmuseum                                            |
| Iföverkens Industrimuseum                                             |                           | Bromölla, Bromölla         | Storgatan 45 56.07612, 14.46627                                                                                    | 1804  | Ladda upp en bild av detta arbetslivsmuseum                                                 |
| Helsingborgs idrottsmuseum                                            |                           | Helsingborg, Helsingborg   | Mellersta Stenbocksgatan 10 56.05233, 12.70532                                                                     | 1802  | Ladda upp en till bild av detta arbetslivsmuseum                                            |
| Medicinhistoriska Museet i Helsingborg                                |                           | Helsingborg, Helsingborg   | Bergaliden 20 56.04789, 12.70153                                                                                   |       | Ladda upp en bild av detta arbetslivsmuseum                                                 |
| Föreningen Höörs mölla                                                |                           | Höör, Höör                 | Kvarngatan 14 55.92705, 13.53307                                                                                   | 1801  | Ladda upp en till bild av detta arbetslivsmuseum                                            |
| Hörby museum                                                          |                           | Hörby, Hörby               | Vallgatan 5 55.85522, 13.66207                                                                                     | 1800  | Ladda upp en till bild av detta arbetslivsmuseum                                            |
| Kalkugnen i Klagshamn                                                 |                           | Malmö, Malmö               | Badvägen 55.52445, 12.92462                                                                                        | 1809  | Ladda upp en till bild av detta arbetslivsmuseum                                            |
| Järnvägsmuseet                                                        | Järnvägsmuseum            | Kristianstad, Kristianstad | Västra Storgatan 74 56.02188, 14.1635                                                                              | 1808  | Se fler bilder av detta arbetslivsmuseum · Ladda upp en till bild av detta arbetslivsmuseum |
| Mf. Östra Skånes Järnvägar - Järnvägsmuseet Kristianstad              |                           | Kristianstad, Kristianstad | Västra Storgatan 74 56.02217, 14.1632                                                                              | 1832  | Ladda upp en till bild av detta arbetslivsmuseum                                            |
| Museispårvägen Malmö                                                  |                           | Malmö, Malmö               | Malmöhusvägen i anslutning till Malmö museer. Malmöhus slott är ett bra riktmärke om du kör bil. 55.60568, 12.9834 | 1833  | Ladda upp en till bild av detta arbetslivsmuseum                                            |
| Skånska Järnvägar - Ångtåget på Österlen                              | Museijärnväg              | Simrishamn, Brösarp        | Brösarps stationsväg 3 55.73502, 14.1246                                                                           | 1831  | Se fler bilder av detta arbetslivsmuseum · Ladda upp en till bild av detta arbetslivsmuseum |
| Mäsinge mölla                                                         |                           | Båstad, Båstad             | Mäsinge, Västra Karup 56.41123, 12.70233                                                                           | 1836  | Ladda upp en till bild av detta arbetslivsmuseum                                            |
| Nevishögs smedja                                                      |                           | Staffanstorp, Staffanstorp | Nevishög 23 55.63235, 13.22885                                                                                     | 1837  | Ladda upp en till bild av detta arbetslivsmuseum                                            |
| Museum & arkiv på Kivik                                               |                           | Simrishamn, Kivik          | Piratenskolan, Bredarörsv 1 55.68507, 14.22695                                                                     | 1834  | Ladda upp en till bild av detta arbetslivsmuseum                                            |
| Märta Måås-Fjetterström Verkstaden för Svenska Mattor och Vävnader AB |                           | Båstad, Båstad             | Agardhsgatan 9 56.43333, 12.83957                                                                                  | 1835  | Ladda upp en till bild av detta arbetslivsmuseum                                            |
| Nymölla kvarn                                                         |                           | Bromölla, Bromölla         | Nymölla Bruk 56.04335, 14.46877                                                                                    | 1838  | Ladda upp en bild av detta arbetslivsmuseum                                                 |
| Nyvångs gruvmuseum                                                    |                           | Åstorp, Åstorp             | Gruvgatan, Nyvång 56.13057, 12.90698                                                                               | 1839  | Ladda upp en till bild av detta arbetslivsmuseum                                            |
| KVS-museet                                                            |                           | Ängelholm, Vejbystrand     | Sanatorievägen 8. KVS-museet är inrymt i det s.k. annexet på KVS-området. 56.31493, 12.76733                       | 4185  | Ladda upp en till bild av detta arbetslivsmuseum                                            |
| Malmö skolmuseum                                                      | Skolmuseum                | Malmö, Malmö               | S Promenaden 9 55.60457, 13.01112                                                                                  | 1828  | Ladda upp en bild av detta arbetslivsmuseum                                                 |
| Loshults hembygdsgård                                                 |                           | Osby, Loshult              | 56.49188, 14.10955                                                                                                 | 1825  | Ladda upp en bild av detta arbetslivsmuseum                                                 |
| Ljungbyheds Militärhistoriska Museum                                  |                           | Klippan, Ljungbyhed        | Tummelisas väg 4 56.07908, 13.23145                                                                                | 1824  | Ladda upp en till bild av detta arbetslivsmuseum                                            |
| Lönsboda korgfabrik                                                   |                           | Osby, Lönsboda             | 56.40013, 14.32055                                                                                                 | 1827  | Ladda upp en till bild av detta arbetslivsmuseum                                            |
| Läder- och lokalhistoriskt museum                                     | Industrimuseum            | Ängelholm, Ängelholm       | Thorslundsgatan, Ängelholm 56.25247, 12.86468                                                                      | 1826  | Ladda upp en till bild av detta arbetslivsmuseum                                            |
| Lilla Rödde                                                           |                           | Sjöbo                      | Everlöv, Blentarp 55.58912, 13.5607                                                                                | 1821  | Ladda upp en till bild av detta arbetslivsmuseum                                            |
| Enebackens museum                                                     |                           | Osby, Osby                 | Brolins väg 4 56.38383, 14.0031                                                                                    | 1820  | Ladda upp en bild av detta arbetslivsmuseum                                                 |
| Lindqvists smedja                                                     |                           | Landskrona, Asmundtorp     | Möingevägen 27 55.88733, 12.95687                                                                                  | 1823  | Ladda upp en till bild av detta arbetslivsmuseum                                            |
| Lindgrens länga, utemuseum                                            |                           | Simrishamn, Kivik          | Haväng 55.72294, 14.1931                                                                                           | 1822  | Se fler bilder av detta arbetslivsmuseum · Ladda upp en till bild av detta arbetslivsmuseum |
| Skillinge sjöfartsmuseum                                              | Sjöfartsmuseum            | Simrishamn, Skillinge      | Strandgatan 34 55.47323, 14.28197                                                                                  | 1858  | Ladda upp en till bild av detta arbetslivsmuseum                                            |
| Qvarna MC-museum                                                      |                           | Kristianstad, Kristianstad | Karsta skolväg 8 56.12458, 14.2624                                                                                 | 1850  | Ladda upp en bild av detta arbetslivsmuseum                                                 |
| Raus stenkärlsfabrik                                                  |                           | Helsingborg, Helsingborg   | Lokmansgatan 8 56.00538, 12.7467                                                                                   | 1851  | Ladda upp en bild av detta arbetslivsmuseum                                                 |
| S:ta Annas gille i Åhus                                               |                           | Kristianstad, Åhus         | Anders Håkansgården 55.92392, 14.28842                                                                             | 1852  | Se fler bilder av detta arbetslivsmuseum · Ladda upp en till bild av detta arbetslivsmuseum |
| Rothoffska kolonin                                                    |                           | Landskrona, Landskrona     | Citadellvägen 21 55.87435, 12.82752                                                                                | 1853  | Ladda upp en till bild av detta arbetslivsmuseum                                            |
| Råå museum för fiske och sjöfart                                      |                           | Helsingborg, Råå           | Hamnplan 55.99362, 12.74303                                                                                        | 1854  | Ladda upp en till bild av detta arbetslivsmuseum                                            |
| Galeasen T/S Helene                                                   |                           | Ystad, Ystad               | Hamntorget 55.427, 13.82432                                                                                        | 1855  | Se fler bilder av detta arbetslivsmuseum · Ladda upp en till bild av detta arbetslivsmuseum |
| Galeasen Valkyrien af Höganäs                                         |                           | Höganäs, Höganäs           | Yttre hamnpiren 56.20012, 12.54368                                                                                 | 4910  | Ladda upp en till bild av detta arbetslivsmuseum                                            |
| Sjöfartsmuseet Hoppet                                                 | Sjöfarts- och fiskemuseum | Simrishamn, Brantevik      | Pantaregatan 20 55.51437, 14.34642                                                                                 | 1856  | Ladda upp en till bild av detta arbetslivsmuseum                                            |
| Skanör-Falsterbo Lifbåts RoddareLag                                   |                           | Vellinge, Skanör           | Skanör hamn 55.41618, 12.82985                                                                                     | 4365  | Ladda upp en till bild av detta arbetslivsmuseum                                            |
| Sirmiones-skeppslag                                                   |                           | Trelleborg, Gislövsläge    | Gislövsläge hamnen 55.35635, 13.22853                                                                              | 4367  | Ladda upp en till bild av detta arbetslivsmuseum                                            |
| Pålsjö mölla                                                          |                           | Helsingborg, Helsingborg   | Dag Hammarskjölds väg, Pålsjö skog 56.06457, 12.67995                                                              | 1849  | Ladda upp en till bild av detta arbetslivsmuseum                                            |
| Prästgårdsmuseet i Ausås                                              |                           | Ängelholm, Ängelholm       | Prästgården 56.1672, 12.88432                                                                                      | 1848  | Ladda upp en till bild av detta arbetslivsmuseum                                            |
| Per Albin Hanssons födelsehem                                         |                           | Malmö, Malmö               | Per Albin Hanssons väg 91 55.57322, 12.99827                                                                       | 1843  | Ladda upp en till bild av detta arbetslivsmuseum                                            |
| Paul Jönska gården                                                    |                           | Höganäs, Viken             | Skepparegatan 18 56.14427, 12.57305                                                                                | 1842  | Ladda upp en till bild av detta arbetslivsmuseum                                            |
| Onslunda Hembygds & Borstmuseum                                       |                           | Tomelilla, Onslunda        | Bröderna Nilssons väg 14, Onslunda, 273 95 Tomelilla 55.59798, 14.0526                                             | 1841  | Ladda upp en till bild av detta arbetslivsmuseum                                            |
| Oderljunga mölla                                                      |                           | Perstorp, Perstorp         | Toarpsvägen 38 56.1946, 13.33352                                                                                   | 1840  | Ladda upp en till bild av detta arbetslivsmuseum                                            |
| Svenska vävstolsmuseet                                                |                           | Östra Göinge, Glimåkra     | Hantverksgatan 14 56.30885, 14.13653                                                                               | 1847  | Ladda upp en till bild av detta arbetslivsmuseum                                            |
| Polismuseet                                                           |                           | Malmö, Malmö               | Porslinsgatan 6 55.60613, 13.01542                                                                                 | 1846  | Ladda upp en bild av detta arbetslivsmuseum                                                 |
| Piratenmuseet                                                         |                           | Sjöbo, Vollsjö             | Piratens väg 55.7067, 13.7878                                                                                      | 1845  | Ladda upp en till bild av detta arbetslivsmuseum                                            |
| Perslunds hembygdsgård                                                |                           | Åstorp, Åstorp             | 56.13113, 12.9431                                                                                                  | 1844  | Ladda upp en till bild av detta arbetslivsmuseum                                            |
| Wällufs hantverksmuseum                                               |                           | Helsingborg, Påarp         | Välluvsvägen 24 56.01977, 12.7994                                                                                  | 4683  | Ladda upp en till bild av detta arbetslivsmuseum                                            |
| Österlens museum                                                      |                           | Simrishamn, Simrishamn     | Storgatan 24 55.55635, 14.34785                                                                                    | 1904  | Se fler bilder av detta arbetslivsmuseum · Ladda upp en till bild av detta arbetslivsmuseum |
| Österlens skolmuseum, Kalkugnen                                       |                           | Simrishamn, Hammenhög      | Klostergatan, Tommarp 55.53243, 14.23762                                                                           | 1905  | Ladda upp en till bild av detta arbetslivsmuseum                                            |
| Önneköps lanthandelsmuseum                                            |                           | Hörby, Önneköp             | 55.78617, 13.87165                                                                                                 | 1902  | Ladda upp en till bild av detta arbetslivsmuseum                                            |
| Örkeneds hembygdsmuseum                                               |                           | Osby, Lönsboda             | Östra Flyboda 56.4038, 14.3357                                                                                     | 1903  | Ladda upp en bild av detta arbetslivsmuseum                                                 |
| Åstradsgården                                                         |                           | Staffanstorp, Staffanstorp | Brågarpsvägen 15 55.64582, 13.21588                                                                                | 1900  | Ladda upp en till bild av detta arbetslivsmuseum                                            |
| Malmö brandkårs museiförening                                         |                           | Malmö, Malmö               | Drottninggatan 20 55.60258, 13.0097                                                                                | 4222  | Ladda upp en bild av detta arbetslivsmuseum                                                 |
| Svarta Bergens arbetslivsmuseum                                       |                           | Osby, Hägghult             | Hägghult 56.38913, 14.25022                                                                                        | 1876  | Ladda upp en till bild av detta arbetslivsmuseum                                            |
| Stärkan, Edenryd                                                      |                           | Bromölla, Bromölla         | 56.05473, 14.50788                                                                                                 | 1874  | Ladda upp en bild av detta arbetslivsmuseum                                                 |
| Svaneholms slotts museum                                              |                           | Skurup, Skurup             | Svaneholms slott ligger i Skurup i Skåne, fyra mil öster om Malmö, vid väg E65. 55.50015, 13.47838                 | 1875  | Se fler bilder av detta arbetslivsmuseum · Ladda upp en till bild av detta arbetslivsmuseum |
| Stenestads hembygdsgård                                               |                           | Svalöv, Stenestad          | 260 23 Kågeröd 56.05421, 13.09948                                                                                  | 1872  | Ladda upp en bild av detta arbetslivsmuseum                                                 |
| Spinneriet Strömsborg                                                 |                           | Osby, Osby                 | Strömsborg 56.38382, 14.00308                                                                                      | 1873  | Se fler bilder av detta arbetslivsmuseum · Ladda upp en till bild av detta arbetslivsmuseum |
| Klostret i Ystad                                                      |                           | Ystad, Ystad               | S:t Petri kyrkoplan 55.43133, 13.82                                                                                | 1870  | Se fler bilder av detta arbetslivsmuseum · Ladda upp en till bild av detta arbetslivsmuseum |
| Statarmuseet i Skåne                                                  |                           | Svedala, Bara              | Torupsvägen 606-59 55.57152, 13.2065                                                                               | 1871  | Ladda upp en till bild av detta arbetslivsmuseum                                            |
| Södra skåningarnas museum                                             |                           | Lund, Revingehed           | 55.71648, 13.50118                                                                                                 | 1879  | Se fler bilder av detta arbetslivsmuseum · Ladda upp en till bild av detta arbetslivsmuseum |
| Hallsbergs gård & stenar                                              |                           | Sjöbo, Lövestad            | Rydalsvägen 51 55.67427, 13.89503                                                                                  | 4234  | Ladda upp en till bild av detta arbetslivsmuseum                                            |
| Stenörens ålabod                                                      |                           | Simrishamn, Kivik          | Haväng 55.71828, 14.19973                                                                                          | 4233  | Ladda upp en till bild av detta arbetslivsmuseum                                            |
| Norra Gröneby mölla                                                   |                           | Trelleborg, Anderslöv      | Grönby 55.4671, 13.36947                                                                                           | 4232  | Ladda upp en till bild av detta arbetslivsmuseum                                            |
| Skolmuseet i Torup                                                    |                           | Svedala, Svedala           | Torups rekreationsområde 55.56578, 13.21278                                                                        | 1861  | Ladda upp en till bild av detta arbetslivsmuseum                                            |
| Skolmuseet                                                            |                           | Höör, Höör                 | Skolgatan 2 55.93107, 13.54932                                                                                     | 1860  | Ladda upp en bild av detta arbetslivsmuseum                                                 |
| Skolmuseum                                                            |                           | Staffanstorp, Staffanstorp | Esarps skola, Kongsmarksvägen 3 55.6238, 13.31105                                                                  | 1863  | Ladda upp en till bild av detta arbetslivsmuseum                                            |
| Skolmuseet i Västra Vemmenhög                                         |                           | Skurup, Vemmenhög          | Skolan 55.42711, 13.47003                                                                                          | 1862  | Ladda upp en till bild av detta arbetslivsmuseum                                            |
| Skolmuseum                                                            |                           | Östra Göinge, Knislinge    | Klockargården 56.19177, 14.08518                                                                                   | 1865  | Ladda upp en bild av detta arbetslivsmuseum                                                 |
| Skolmuseum                                                            |                           | Helsingborg, Helsingborg   | Östra skolan, Bergaliden 24 56.049, 12.70127                                                                       | 1864  | Ladda upp en till bild av detta arbetslivsmuseum                                            |
| Sockerbrukskvarnen                                                    |                           | Bromölla, Bromölla         | Bromölla 56.06682, 14.47495                                                                                        | 1867  | Ladda upp en bild av detta arbetslivsmuseum                                                 |
| Slottsmöllan                                                          |                           | Malmö, Malmö               | Mölleplatsen, slottsparken 55.60303, 12.98635                                                                      | 1866  | Se fler bilder av detta arbetslivsmuseum · Ladda upp en till bild av detta arbetslivsmuseum |
| Stora Hammars mölla                                                   |                           | Vellinge, Höllviken        | Höllviken 55.4159, 12.97948                                                                                        | 1869  | Ladda upp en till bild av detta arbetslivsmuseum                                            |
| Sophiamöllan                                                          |                           | Höganäs, Viken             | Banckagatan 6 56.14457, 12.5774                                                                                    | 1868  | Ladda upp en till bild av detta arbetslivsmuseum                                            |
| Harlösa donationshus                                                  |                           | Eslöv, Harlösa             | vid kyrkan i Harlösa 55.72405, 13.52793                                                                            | 1789  | Se fler bilder av detta arbetslivsmuseum · Ladda upp en till bild av detta arbetslivsmuseum |
| Garverimuseet                                                         |                           | Malmö, Malmö               | Malmöhusvägen 55.60562, 12.98327                                                                                   | 1780  | Ladda upp en till bild av detta arbetslivsmuseum                                            |
| Gislövs smidesmuseum                                                  |                           | Simrishamn, Gislöv         | 55.50723, 14.29567                                                                                                 | 1782  | Ladda upp en till bild av detta arbetslivsmuseum                                            |
| Glimma glasmuseum                                                     |                           | Östra Göinge, Glimåkra     | Storgatan 56.30637, 14.13947                                                                                       | 1783  | Ladda upp en bild av detta arbetslivsmuseum                                                 |
| Grafiska museet                                                       |                           | Helsingborg, Helsingborg   | Fredriksdal Museer och Trädgårdar 56.05777, 12.70808                                                               | 1784  | Ladda upp en till bild av detta arbetslivsmuseum                                            |
| Gyllenbielkska hospitalet                                             |                           | Åstorp, Kvidinge           | Tommarpsvägen 56.1387, 13.04913                                                                                    | 1786  | Ladda upp en bild av detta arbetslivsmuseum                                                 |
| Landskrona museum                                                     |                           | Landskrona, Landskrona     | Rådhustorget 55.87055, 12.8296                                                                                     | 4200  | Se fler bilder av detta arbetslivsmuseum · Ladda upp en till bild av detta arbetslivsmuseum |
| Ängelholms flygmuseum                                                 |                           | Ängelholm, Ängelholm       | 56.28822, 12.84585                                                                                                 | 4204  | Se fler bilder av detta arbetslivsmuseum · Ladda upp en till bild av detta arbetslivsmuseum |
| Ystads militärmuseum                                                  |                           | Ystad, Ystad               | Nils Ahlins gata 19 55.4329, 13.84162                                                                              | 1898  | Ladda upp en till bild av detta arbetslivsmuseum                                            |
| Ålamuseet                                                             |                           | Kristianstad, Yngsjö       | Tvillingabodsvägen 63 55.82187, 14.21353                                                                           | 1899  | Ladda upp en bild av detta arbetslivsmuseum                                                 |
| Vikens sjöfartsmuseum                                                 |                           | Höganäs, Viken             | Hamnplanen 56.14313, 12.57787                                                                                      | 1894  | Ladda upp en till bild av detta arbetslivsmuseum                                            |
| Västanå kvarn                                                         |                           | Bromölla, Bromölla         | Västanåvägen 12-6, Näsum 56.17665, 14.48902                                                                        | 1895  | Ladda upp en till bild av detta arbetslivsmuseum                                            |
| Västra Göinge hembygdsmuseum                                          |                           | Hässleholm, Hässleholm     | Hembygdparken 56.15575, 13.77248                                                                                   | 1896  | Ladda upp en bild av detta arbetslivsmuseum                                                 |
| Universitetsmuseet i Lund                                             | Skolmuseum                | Lund, Lund                 | Kulturen, Tegnérsplatsen 55.70478, 13.1958                                                                         | 1890  | Ladda upp en till bild av detta arbetslivsmuseum                                            |
| Wallåkra stenkärlsfabrik                                              |                           | Helsingborg, Vallåkra      | Drejarestigen 55.9621, 12.85137                                                                                    | 1892  | Se fler bilder av detta arbetslivsmuseum · Ladda upp en till bild av detta arbetslivsmuseum |
| Artillerimuseet                                                       |                           | Kristianstad, Kristianstad | Köpingevägen 86-30 55.98383, 14.145                                                                                | 1893  | Ladda upp en till bild av detta arbetslivsmuseum                                            |
| Höganäs Museum och Konsthall                                          |                           | Höganäs, Höganäs           | Polhemsgatan 1 56.20038, 12.57407                                                                                  | 1798  | Ladda upp en till bild av detta arbetslivsmuseum                                            |
| Humletorkan                                                           |                           | Bromölla, Näsum            | Klagstorpsvägen 1 56.16253, 14.46025                                                                               | 1793  | Ladda upp en bild av detta arbetslivsmuseum                                                 |
| Hembygdsparken                                                        |                           | Båstad, Båstad             | Boarp 56.43055, 12.79097                                                                                           | 1792  | Ladda upp en till bild av detta arbetslivsmuseum                                            |
| Hembygdsparken                                                        |                           | Ängelholm, Ängelholm       | Thorslundsgatan 56.2527, 12.86333                                                                                  | 1791  | Se fler bilder av detta arbetslivsmuseum · Ladda upp en till bild av detta arbetslivsmuseum |
| Heagården                                                             |                           | Ängelholm, Ängelholm       | Ängelholmsvägen 208 56.25982, 12.92757                                                                             | 1790  | Ladda upp en bild av detta arbetslivsmuseum                                                 |
| Hässleholms museum                                                    |                           | Hässleholm, Hässleholm     | Norra Kringelvägen 9 56.16142, 13.78377                                                                            | 1797  | Se fler bilder av detta arbetslivsmuseum · Ladda upp en till bild av detta arbetslivsmuseum |
| Hässleholms filfabrik                                                 |                           | Hässleholm, Hässleholm     | Smedjegatan 8 56.16407, 13.76257                                                                                   | 1796  | Se fler bilder av detta arbetslivsmuseum · Ladda upp en till bild av detta arbetslivsmuseum |
| Häljarps mölla                                                        |                           | Landskrona, Asmundtorp     | 55.86225, 12.90962                                                                                                 | 1795  | Se fler bilder av detta arbetslivsmuseum · Ladda upp en till bild av detta arbetslivsmuseum |
| Häktet, Klörup                                                        |                           | Trelleborg, Trelleborg     | 55.45595, 13.17663                                                                                                 | 1794  | Se fler bilder av detta arbetslivsmuseum · Ladda upp en till bild av detta arbetslivsmuseum |
| Tykarpsgrottans kalkmuseum                                            |                           | Hässleholm, Tykarp         | Tykarp 56.11862, 13.82562                                                                                          | 1889  | Se fler bilder av detta arbetslivsmuseum · Ladda upp en till bild av detta arbetslivsmuseum |
| Tvillingkvarnarna                                                     |                           | Osby, Visseltofta          | Hanavrå 56.42453, 13.83288                                                                                         | 1888  | Ladda upp en bild av detta arbetslivsmuseum                                                 |
| Trelleborgs sjöfartsmuseum                                            | Sjöfartsmuseum            | Trelleborg, Trelleborg     | Gråbrödersgatan 12 55.37702, 13.14872                                                                              | 1887  | Ladda upp en till bild av detta arbetslivsmuseum                                            |
| Torekovs sjöfartsmuseum                                               |                           | Båstad, Torekov            | Hamnen 56.42678, 12.62728                                                                                          | 1885  | Ladda upp en till bild av detta arbetslivsmuseum                                            |
| Tjörnarps ringugn                                                     |                           | Höör, Tjörnarp             | Tegelbruksvägen 56.00887, 13.64048                                                                                 | 1884  | Ladda upp en till bild av detta arbetslivsmuseum                                            |
| Teodor Jönssonmuseet                                                  |                           | Staffanstorp, Staffanstorp | Esarps skola, Kongsmarksvägen 3 55.6238, 13.31105                                                                  | 1883  | Ladda upp en till bild av detta arbetslivsmuseum                                            |
| Teknikens och sjöfartens hus                                          |                           | Malmö, Malmö               | Malmöhusvägen 55.60468, 12.98342                                                                                   | 1882  | Se fler bilder av detta arbetslivsmuseum · Ladda upp en till bild av detta arbetslivsmuseum |
| Teatermuseet scen- och manegekonst                                    |                           | Malmö, Malmö               | Kalendegatan 5c 55.60613, 13.00283                                                                                 | 1881  | Ladda upp en till bild av detta arbetslivsmuseum                                            |
| Sösdala hembygdsmuseum                                                |                           | Hässleholm, Sösdala        | 56.05005, 13.71892                                                                                                 | 1880  | Ladda upp en bild av detta arbetslivsmuseum                                                 |
| Kyrkbackens hamnmuseum                                                |                           | Landskrona, Hven           | Kyrkbacken, Sankt Ibb 55.91023, 12.67292                                                                           | 4267  | Ladda upp en bild av detta arbetslivsmuseum                                                 |
| Sveriges cirkusmuseum                                                 |                           | Höganäs, Höganäs           | Skolan Ingelsträde 56.18573, 12.63153                                                                              | 4490  | Ladda upp en till bild av detta arbetslivsmuseum                                            |
| Traktorängens museum                                                  |                           | Ystad, Ystad               | Skogvaktarevägen 47-24 55.44005, 13.91108                                                                          | 4499  | Ladda upp en bild av detta arbetslivsmuseum                                                 |
| Jakten Hoppet av Brantevik                                            | Segelfartyg               | Simrishamn, Brantevik      | Föreningen Jakten Varvet, Södra Hamnen 55.51318, 14.34818                                                          | 4428  | Ladda upp en till bild av detta arbetslivsmuseum                                            |
| Bräcke mölla, Kullens hembygdsförening                                |                           | Höganäs, Nyhamnsläge       | Bräcke, Krapperup 56.25618, 12.53448                                                                               | 4274  | Se fler bilder av detta arbetslivsmuseum · Ladda upp en till bild av detta arbetslivsmuseum |
| Aggarps mölla                                                         |                           | Svedala, Aggarp            | Aggarp 55.49347, 13.23773                                                                                          | 1746  | Ladda upp en till bild av detta arbetslivsmuseum                                            |
| Akademiska föreningens arkiv och studentmuseum                        |                           | Lund, Lund                 | Sandgatan 2 55.70587, 13.1955                                                                                      | 1747  | Ladda upp en till bild av detta arbetslivsmuseum                                            |
| Södra skåningarnas kamratförenings fordonsgrupp                       |                           | Lund, Revingehed           | Hallgrenska gården 55.71743, 13.50122                                                                              | 4248  | Ladda upp en till bild av detta arbetslivsmuseum                                            |
| Kvarnvalla mölla                                                      |                           | Ängelholm, Ängelholm       | Hasslarp, utmed gamla vägen 56.14837, 12.82308                                                                     | 4249  | Ladda upp en till bild av detta arbetslivsmuseum                                            |
| Kullabygdens lantbruksmuseum                                          |                           | Höganäs, Nyhamnsläge       | Vägskyltar från väg 111 Nyhamnsläge 56.25308, 12.55258                                                             | 4241  | Ladda upp en till bild av detta arbetslivsmuseum                                            |
| Plastens hus                                                          |                           | Perstorp, Perstorp         | Hässleholmsvägen 6 56.13653, 13.3992                                                                               | 4390  | Ladda upp en till bild av detta arbetslivsmuseum                                            |
| Osby industrimuseum                                                   |                           | Osby, Osby                 | koordinater saknas                                                                                                 | 4881  | Ladda upp en bild av detta arbetslivsmuseum                                                 |

## Tidigare arbetslivsmuseer i Skåne län
- Id-nr 1788, Hantverksmuseum, Ängelholm.
- Id-nr 1748, Allan Söderströms Automobiler, Malmö.
- Id-nr 1859, Skolmuseet, Simrishamn, Hammenhög.
- Id-nr 1803, Malmö idrottsmuseum, Malmö.
- Id-nr 1769, Eljaröds byalags brydestuga, Kivik, Tomelilla.
- Id-nr 1785, Grönby brandmuseum, Grönby, Trelleborg.
- Id-nr 1886, Traktor- och motormuseum, Staffanstorp.